# 蘇我連子
蘇我 連子（そが の むらじこ）は、飛鳥時代の豪族。名は連、武羅自、牟羅志とも書かれる。姓は朝臣。蘇我倉麻呂（蘇我雄正）の五男。冠位は大紫・右大臣。

## 経歴
『日本書紀』天智天皇紀3年5月条において死亡記事が見られるのが、同時代史料に見える連子の最初で最後の記述である。このときの冠位は大紫で、「蘇我連大臣薨」と書かれていることから斉明天皇や天智天皇の下で大臣を務めていたことがわかる。『扶桑略記』によると、この時右大臣であったとされる。おそらく、斉明4年（658年）あるいは5年（659年）頃に、巨勢徳多か大伴長徳のどちらかの後任となったと考えられ、父祖の占め続けた地位に、蘇我氏として約10年ぶりに上ったことになる。しかし、大臣としての具体的な事績は明らかでない。
連子は天智3年（664年）に死去した。連子の子孫が繁栄したのは、連子が早くに亡くなり、彼やその子供達が中大兄皇子の謀略や壬申の乱に巻き込まれることもなかったからである。

## 系譜
- 父：蘇我倉麻呂
- 母：不詳
- 妻：不詳
  - 男子：蘇我安麻呂
  - 男子：石川虫名
  - 五男：石川宮麻呂（?－713）
  - 女子：蘇我娼子または媼子 - 藤原不比等室